# روفوس غيفورد
روفوس غيفورد (بالإنجليزية: Rufus Gifford)‏ هو دبلوماسي أمريكي، ولد في 5 أغسطس 1974 في بوسطن في الولايات المتحدة.